# Бовілле-Ерніка
Бовілле-Ерніка (італ. Boville Ernica) — муніципалітет в Італії, у регіоні Лаціо,  провінція Фрозіноне.
Бовілле-Ерніка розташоване на відстані близько 90 км на схід від Рима, 10 км на схід від Фрозіноне.
Населення — 8835 осіб (2014).
Щорічний фестиваль відбувається 11 березня. Покровитель — святий Петро Ispano.

## Демографія
Населення за роками:

Станом на 1 січня 2023 року в муніципалітеті офіційно проживало 290 іноземців з 26 країн, серед них 131 громадянин країн Євросоюзу та 2 громадяни України.

## Сусідні муніципалітети
- Монте-Сан-Джованні-Кампано
- Рипі
- Странголагаллі
- Торриче
- Веролі